# Département de Junín (San Luis)
Pour les articles homonymes, voir Junin.
Le département de Junín est une des neuf subdivisions de la province de San Luis, en Argentine. Son chef-lieu est la ville de Santa Rosa de Conlara.
Il a une superficie de 2 476 km2 et comptait 20 271 habitants en 2001.

## Notes et références

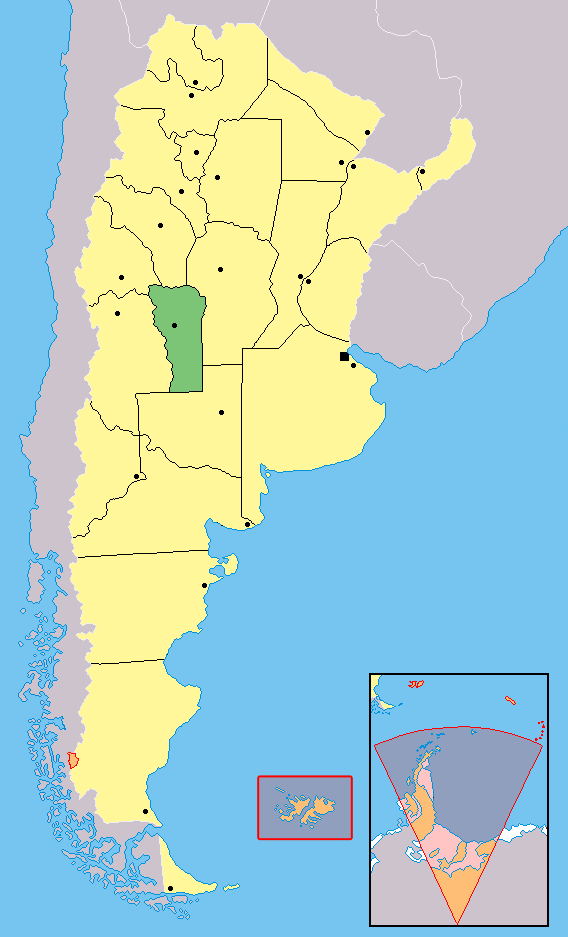
Localisation de la province de San Luis en Argentine